# Senna coronilloides
Senna coronilloides là một loài thực vật có hoa trong họ Đậu. Loài này được (Benth.) Randell miêu tả khoa học đầu tiên năm 1989.